# Charles Dadant

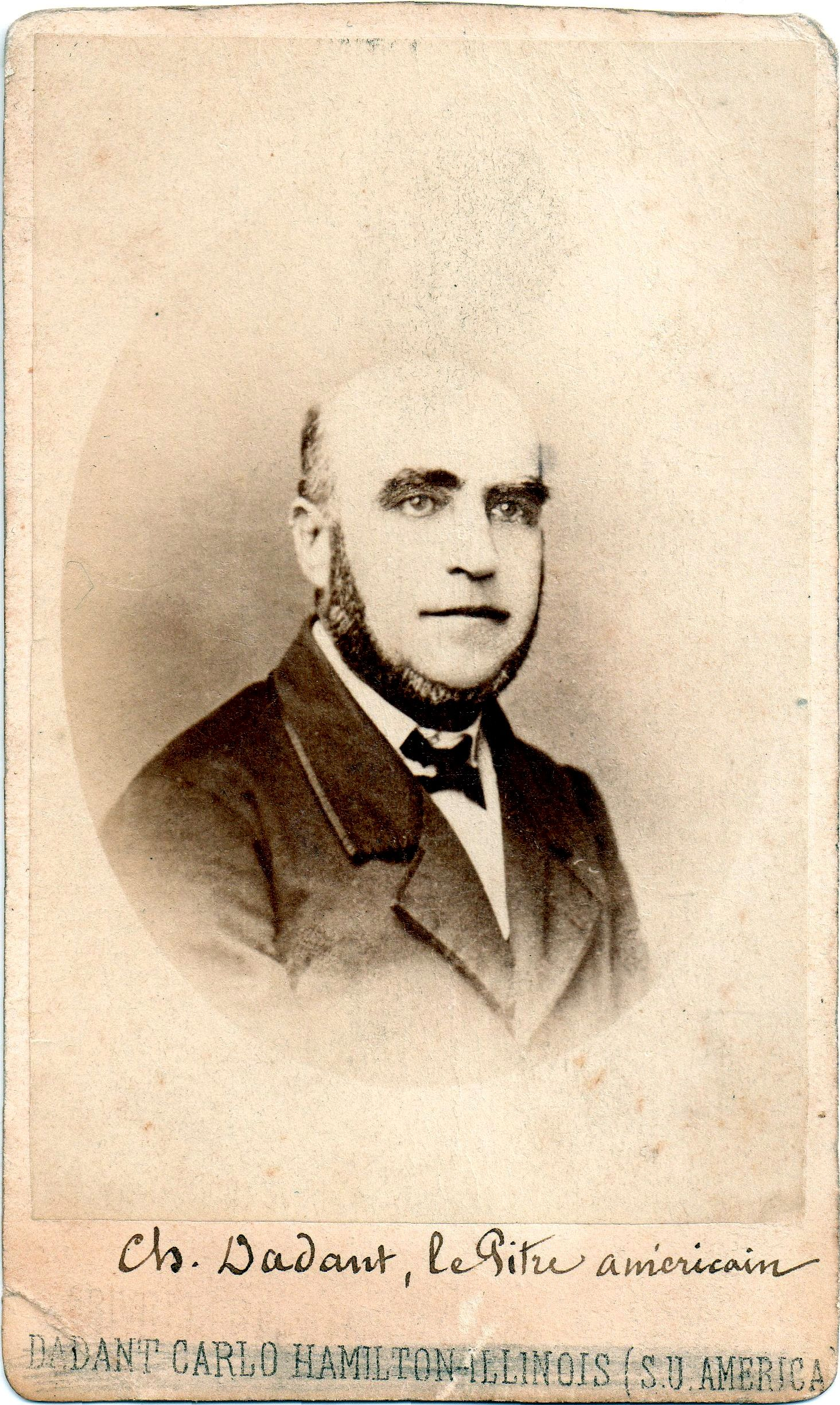
Charles Dadant

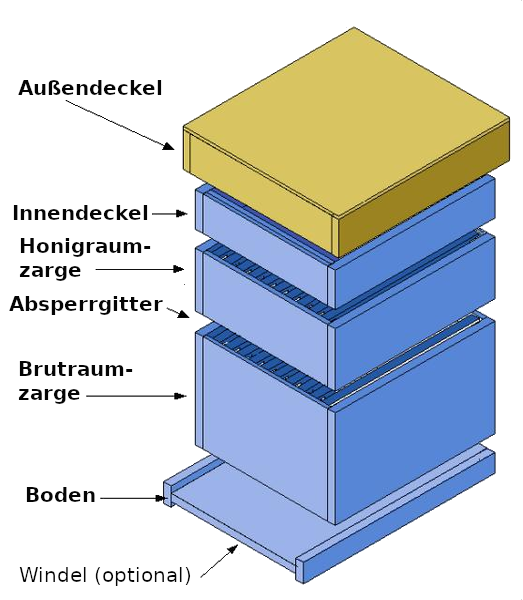
Dadantův úl

Charles Dadant (20. května 1817 Vaux-sous-Aubigny, Haute-Marne – 26. července 1902 Hamilton, Illinois) byl americký včelař francouzského původu, tvůrce včelího úlu známého pod označením Dadantův úl.

## Životopis
V roce 1863 se ve věku 46 let přestěhoval do Spojených států amerických se sny o založení vinice. Koupil si pozemek v Hamiltonu v západní Illinois, kde postavil jednoduchý srub. Když zaplatil rodině cestu z Francie do Spojených států amerických, koupil farmu. S nedostatkem financí a malou znalostí anglického jazyka byl odhodlaný ve své novém domově uspět. Když se nesplnily jeho sny o vinařství, začal se věnovat včelaření, koníčku, kterému se naučil ve Francii. Později se anglický jazyk naučil tím, že se přihlásil k odběru novin New York Tribune. 
Během života studoval díla francouzského biologa Jean-Baptisty Lamarcka a sympatizoval s sociálními teoriemi Charlese Fouriera. Zřekl se katolické církve a stal se socialistou. Když se přestěhoval do Spojených států amerických, založil své včelařské podnikání na socialistických principech tím, že pracoval po boku svých zaměstnanců.
Na konci americké občanské války měl devět včelnic a se svým malým synem jezdil přes řeku Mississippi prodávat med, včelí vosk a svíčky do sousedního města. Po dlouhou dobu byl jeden z největších výrobců mezistěn na světě.
Měl jednoho syna, Camille Pierrea Dadanta (1851–1938), který založil v roce 1912 časopis American Bee Journal.
Charles Dadant zemřel v Hamiltonu v roce 1902.
V roce 1978 obdrželo Centrum pro ikariánská studia (Univerzita Western Illinois) od rodiny Dadantových sbírku spisů, Život a spisy Charlese Dadanta (podle C. P. Dadanta) a život C. P. Dadanta (podle M. G. Dadanta).

## Úl Dadant
Úl Dadant se vyznačuje velkým plodištěm s rámkovou mírou 435x300 mm. Rámková míra medníku je 435x145 mm, dva nástavky medníků tvoří objemově jeden nástavek plodiště. V západní Evropě je rozměr rámkové míry medníku 435x160 mm. V ČR je rámková míra medníku 435 x 150 mm.
V České republice je Dadantův úl známý jako „včelí úl Eurodadant“ a existuje spolek Dadantklub, z. s. Autorem Eurodadantu je Ing. Vladimír Řeháček (1933–2010), dlouholetý vědecký pracovník a učitel včelařství v SOUV Nasavrky. Mnoho včelařů se domnívá, že Dadantův úl díky větší ploše a objemu plodiště vytváří příznivější podmínky pro včelstvo než jiné typy úlů se stejným počtem rámků.